# باشگاه فوتبال پمبقجی نفت‌چاله
باشگاه فوتبال پمبقجی نفت‌چاله (به لاتین: FK Pambiqci Neftcala) یک باشگاه و تیم فوتبال پیشین در جمهوری آذربایجان است.